# میلتش
میلتش (به چکی: Mileč) یک منطقهٔ مسکونی در جمهوری چک است که در Plzeň-South District واقع شده‌است. میلتش ۱۶٫۳۷ کیلومتر مربع مساحت و ۳۵۵ نفر جمعیت دارد و ۴۴۲ متر بالاتر از سطح دریا واقع شده‌است.